# Mariano Rodríguez de Ledesma
Mariano Rodríguez de Ledesma (Saragossa, Aragó, 14 de desembre de 1779 - Madrid, Castella, 28 de març de 1847) fou un compositor i professor de música aragonès. Moltes de les seves composicions encara avui romanen inèdites en l'arxiu de la Capella Reial i d'altres foren editades a Alemanya. Les Lamentacions es consideren com l'obra mestra de Rodríguez de Ledesma. En la música d'aquest compositor van influir poderosament els estils de Mozart, Carl Maria von Weber i Schubert i quelcom de Beethoven. Com a orquestrador, Rodríguez de Ledesma figura en primera fila entre els músics de la seva època.
En la seva fe de baptisme no consta el cognom Rodríguez, ni els seus pares l'usaven, sense saber-ne les raons que tingué el compositor per adoptar-lo. Als vuit anys entrà com a infant de cor en la Seu de Saragossa, fent els seus estudis musicals sota la direcció de Francisco Javier García Fajer, de malnom l'Spagnoletto, i de José Gil Palomar. Com a nen de cor era tal la gràcia amb què cantava, que cridava excessivament l'atenció de l'auditori, pel qual el Capítol de la Seu, per no contribuir a la distracció que ocasionava als seus fidels, prohibí que cantés solos.
Als catorze anys guanyà, per oposició, el magisteri de capella de Daroca, càrrec què, això no obstant, deixà de desenvolupar per no abandonar els seus estudis musicals. Pel mateix motiu no acceptà el de Santo Domingo de la Calzada, que li oferiren. El 1798 aconseguí la plaça de racioner de la Catedral de Saragossa. L'any següent guanyà, per oposició, el magisteri de Vinaròs, i durant tres anys fou mestre director i organista d'aquella església. El 1803 dirigia una companyia d'òpera a Sevilla, i el 1805 estava en el teatre de Caños del Peral, de Madrid, com a primer tenor i director d'òpera.

## Educant la veu
Per donar una base científica a l'educació de la seva veu, es matriculà en la classe d'anatomia de la Facultat de Medicina, estudiant amb gran interès dels òrgans vocals. Carles IV d'Espanya el nomenà el 1807 tenor supernumerari de la Capella Reial, plaça que ocupà fins a l'any següent, en què la invasió francesa l'obligà absentar-se de la cort, retirant-se a Sevilla i després a Cadis. Confiscats els seus béns pel govern intrús, es va veure reduït a donar lliçons de música i a compondre per guanyar-se la vida, tenint més tard d'expatriar-se, passant a Itàlia i França, i més tard a Londres (1811). En la capital anglesa va merèixer ser apreciat pels millors músics i fou nomenat membre honorar de la Philarmonic Society (1812). Allà ensenyà cant a la princesa Carlota, filla del Príncep de Gal·les, després rei Jordi IV.

## Tornada a Espanya
Tornat a Espanya el 1815, el rei Ferran VII l'anomenà primer tenor de la cambra i capella, i el 1817 mestre supernumerari de la Capella Reial. Va escriure per la infanta Lluïsa Carlota, filla de l'infant En Francesc, una obra en què desenvolupa la teoria i pràctica de l'art del cant. El 1821 fou nomenat membre de l'Acadèmia Nacional. Ferran VII, per causes sens dubte no alienes a la política, li privà del destí que tenia en la Capella Reial, i llavors Rodríguez de Ledesma tornà a Londres, on fou nomenat membre consultiu de la Royal Academy of Music i el 1825 director de la classe de cant en aquesta Acadèmia. Rodríguez de Ledesma rebé la influència artística de Carl Maria von Weber, que per aquella època feu representar a Londres la seva òpera El caçador furtiu.
A París, Rossini li'n proposà la direcció d'una classe de vocalització, plaça que no acceptà. El 1831 torna a Espanya, i en fundar-se a Madrid el Liceu Artístic i Literari fou elegit president de la secció de música. El 1835 rebé el nomenament d'addicte facultatiu del Conservatori. Quan el cèlebre Francesc Andrevi deixà el seu càrrec de mestre de la Capella Reial, la reina governadora Maria Cristina nomenà en Rodríguez de Ledesma per a ocupar aquest càrrec.

## Obra
Entre les seves obres de música profana són dignes de nota algunes sonates, romances, cançons espanyoles, valsos, etc., Les de caràcter religiós són: tres Misses solemnes, una col·lecció completa de responsoris per les matines de l'Epifania, que els tècnics jutgen com una obra de primer orde, la Nona de l'Ascensió, un Stabat Mater, motets, salms i lamentacions de Setmana Santa